# Aleksander Cybulski (żołnierz)
Aleksander Antoni Cybulski (ur. 23 maja 1895 w Żarkach na Lubelszczyźnie, zm. wiosną 1940 w Katyniu) – major lekarz Wojska Polskiego, doktor nauk medycznych, ofiara zbrodni katyńskiej.

## Życiorys
Urodził się w rodzinie Michała i Anastazji z Dobrowolskich. Absolwent Szkoły Realnej Zrzeszenia Nauczycieli im. Hetmana Jana Zamoyskiego w Lublinie (1917) i Wydziału Lekarskiego Uniwersytetu Warszawskiego (1926).  W latach 1915–1918 w Polskiej Organizacji Wojskowej. Od 1918 w Wojsku Polskim. Skierowany do 19 pułku ułanów. Podporucznikiem mianowany w 1919. Po ukończeniu oficerskiego kursu gospodarczego przeniesiony do Wojskowego Urzędu Gospodarczego w Dęblinie. Od lipca 1920 lekarz 12 pułku ułanów. Następnie służy w Stacji Sanitarnej Dworca Gdańskiego w Warszawie. W marcu 1921 skierowany przez Oddział II Sztabu Głównego na Górny Śląsk, brał udział w akcji plebiscytowej. W październiku 1921 odkomenderowany w celu ukończenia studiów.
W okresie międzywojennym pozostał w wojsku. Awansował do stopnia porucznika w 1922 (starszeństwo z dniem 1 czerwca 1919 i 92 lokatą w korpusie służby sanitarnej). W 1923 był kadrze II Batalionu Sanitarnego. Służył jako nadetatowy podlekarz w 8 pułku piechoty (odkomenderowany na studia na Uniwersytecie Warszawskim) a następnie w 7 pułku piechoty. W 1926 był młodszym ordynatorem Szpitala Wojskowego w Modlinie. Ukończył jednoroczny kurs w szkole higieny. 12 kwietnia 1927 roku został mianowany kapitanem ze starszeństwem z dniem 1 stycznia 1927 i 26. lokatą w korpusie oficerów sanitarnych. Do 1928 wykładowca w Szkole Podchorążych Sanitarnych. W latach 1928–1934 wykładowca a następnie (1934) kierownik naukowy Oddziału Higieny Szpitala Szkolnego Centrum Wyszkolenia Sanitarnego. Publikował artykuły w literaturze fachowej na temat problemów służby zdrowia w Wojsku Polskim. Opracował szczegółową analizę dotyczącą KOP: Stan zdrowotny Korpusu Ochrony Pogranicza w latach 1925–1931. W marcu 1939, w stopniu majora, w dalszym ciągu pełnił służbę w Centrum Wyszkolenia Sanitarnego na stanowisku zastępcy kierownika naukowego oddziału higieny wojennej Szpitala Szkolnego.
W czasie kampanii wrześniowej 1939 ewakuowany z CWSan. na wschód. Po agresji ZSRR na Polskę w nieznanych okolicznościach wzięty do niewoli przez Sowietów i osadzony w obozie jenieckim w Kozielsku. Figuruje na liście jeńców Kozielska z dnia 4 marca 1940. 28 kwietnia 1940 przekazany do dyspozycji naczelnika smoleńskiego obwodu NKWD, lista wywózkowa 052/4 z 27 kwietnia 1940 poz. 102, nr akt 2868. Został zamordowany 30 kwietnia 1940 przez funkcjonariuszy NKWD w lesie katyńskim i pogrzebany w bezimiennej mogile zbiorowej, gdzie od 28 lipca 2000 mieści się oficjalnie Polski Cmentarz Wojenny w Katyniu. W miejscu tym prowadzone były ekshumacje i prace archeologiczne. Zidentyfikowany podczas ekshumacji prowadzonej przez Niemców w 1943, zapis w dzienniku ekshumacji pod datą 22 maja 1943. Figuruje pod numerem 2705 na liście AM i liście Komisji Technicznej PCK. Przy zwłokach Aleksandra Cybulskiego zostały odnalezione: leg. ofic., pocztówka oraz etui na cwikier. W Archiwum dr Robla nazwisko Cybulskiego jest w spisie sporządzonym w kalendarzyku przez współjeńca Łukasza Zwierkowskiego (pakiet 03-04) oraz w kalendarzyku znalezionym przy szczątkach Floriana Nowakowskiego.

### Życie prywatne
Żonaty z Haliną Karozo, miał synów Zbigniewa i Janusza.

## Awanse
- podporucznik – 1919
- porucznik – 1922
- kapitan – 1927
- major

## Ordery i odznaczenia
- Złoty Krzyż Zasługi (18 lutego 1939)[20]
- Medal Niepodległości (2 sierpnia 1931)[21][7]

## Upamiętnienie
5 października 2007 minister obrony narodowej Aleksander Szczygło mianował go pośmiertnie na stopień pułkownika. Awans został ogłoszony 9 listopada 2007 w Warszawie, w trakcie uroczystości „Katyń Pamiętamy – Uczcijmy Pamięć Bohaterów”.
Dąb Pamięci posadzony przez Parafię NMP Królowej Polski w Dobrzyniewie Kościelnym, Kopisk 24. certyfikat nr 000136/000118/WWL/2008.